# Flugunfall einer Transall C-160 auf Kreta 1975
Beim Flugunfall einer Transall C-160 auf Kreta (Controlled flight into terrain) verunglückte am 9. Februar 1975 eine Maschine des Lufttransportgeschwaders 63 aus Hohn bei Rendsburg während eines Instrumentenanfluges auf den Flughafen Chania auf Kreta. Keiner der 42 Insassen an Bord überlebte den Unfall.

## Verlauf
Im Rahmen des jährlich stattfindenden scharfen Schießens der Flugabwehrraketeneinheiten der Bundeswehr (FlaRak) sollten Soldaten des Flugabwehrraketenbataillons 39 aus Süderbrarup nach Kreta verlegt werden. Mit der Durchführung des Fluges wurde eine Besatzung des LTG 63 beauftragt. Das Geschwader hatte 1968 als erstes der drei Lufttransportgeschwader auf die Transall umgerüstet und teilte für den Flug Hauptmann Karl Heinz Schacht als Kommandanten ein, der 5.200 Flugstunden vorweisen konnte, sowie als Copiloten Oberst Elmar Schlottmann, 39, der bis zum 1. Oktober 1974 Kommodore des LTG 63 gewesen war und als sogenannter „Scheinerhalter“ regelmäßig zum Fliegen nach Rendsburg kommandiert wurde, um seine Pilotenlizenz aufrechtzuerhalten. Er hatte bis zum Unfallzeitpunkt knapp über 3.000 Stunden.
Der Flug verlief ohne besondere Vorkommnisse, die Maschine meldete sich um 14:22 Uhr Ortszeit das letzte Mal bereits auf der Frequenz des Kontrollturms von Chania und gab an, auf 9.000 Fuß (2740 Meter) gesunken zu sein und auf den Endanflugkurs einzudrehen. Kurze Zeit später kollidierte die Maschine auf einer Höhe von 1.700 Metern über dem Meeresspiegel mit dem Berg Malotyra. Zum Zeitpunkt des Unfalles flog die Maschine unter Instrumentenflugbedingungen, es herrschte Schneetreiben, die Piloten mussten sich somit während des Anfluges allein auf ihre Instrumente verlassen.

## Ursache
Da die Besatzung bis zum Aufprall keinerlei Funkspruch absetzte, der auf ein technisches Problem hindeutete, ging man davon aus, dass die kurzzeitige Ablenkung einer Anzeigenadel des Navigationsgerätes TACAN dazu führte, dass sich die Besatzung deutlich näher am Flughafen Chania wähnte, als sie zu diesem Zeitpunkt waren; die beiden Piloten setzten den Sinkflug fort und kollidierten schließlich mit der Geländekulisse. Obwohl die Besatzung berechnet hatte, um 14:24 Uhr das Funkfeuer zu überfliegen, bemerkte niemand, dass der angenommene Überflug zwei Minuten früher stattgefunden hatte.